# Royersford (Pennsylvanie)
Royersford est un borough du comté de Montgomery, en Pennsylvanie, aux États-Unis.

## Géographie
Royersford se trouve au nord-est des États-Unis, dans le sud-est de l'État de Pennsylvanie, au sein du comté de Montgomery, dont le siège de comté est Norristown. Ses coordonnées géographiques sont 40° 11′ 07″ N, 75° 32′ 16″ O.

## Démographie
Au recensement de 2010, sa population était de 4 752 habitants.